# Antoschka (Trickfilm)

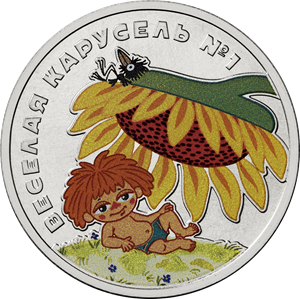
Antoschka auf einer russischen Rubel-Münze

Antoschka (russisch Антошка) ist ein sowjetischer Musik-Zeichentrickfilm aus dem Jahr 1969 mit einer Länge von 2:26 Minuten. Durch seine weite Verbreitung gehört er heute zum kulturellen Erbe Russlands und ist auch bei Kindern des 21. Jahrhunderts noch bekannt. Der Film entstand im zentralen sowjetischen Trickfilmstudio Sojusmultfilm nach einem Szenarium des Kinderbuchautors Eduard Uspenski unter der Regie von Leonid Nosyrjew. Er ist in seiner ganzen Länge mit einem Lied des Komponisten Wladimir Schainski nach dem Text von Juri Entin unterlegt.

## Handlung
Als die anderen Kinder den rothaarigen und sommersprossigen Knirps Antoschka zum Kartoffelsammeln abholen wollen, lehnt dieser aus Faulheit ab. Dafür findet er später beim Essen eine leere Schüssel vor, und er fällt vor Schreck vom Stuhl.

## Verbreitung
Der Film Antoschka entstand für die erste Folge der sowjetisch-russischen Kino-Trickfilmreihe Das fröhliche Karussell (1969 bis 2001). Die Folge umfasste vier kurze Filme, in denen auch erstmals die in der Sowjetunion berühmten Trickfilmfiguren Hase und Wolf auftauchten. Der Regisseur Leonid Nosyrjew verwendete die Figur des Antoschka in zwei weiteren Folgen von Das fröhliche Karussell (Nr. 2, 1970, und Nr. 3, 1972). Für alle vier Hauptbeteiligten am Film, Regisseur, Szenarist, Komponist und Textdichter, war der Film der Beginn einer steilen Karriere im sowjetischen Trickfilmschaffen.
Das Lied aus dem Film erfuhr zusätzliche Bekanntheit, als der Anfang der 1970er Jahre berühmte russische Sängerknabe Serjoscha Paramonow (1961–1998) mit ihm auftrat. Das Äußere des Antoschka war auch Vorbild für die gleichnamige russischen Clownin Antoschka.